# Consiglio d'istruzione di Filadelfia
Il Consiglio d'istruzione di Filadelfia è il consiglio per l'istruzione (consiglio scolastico) del distretto scolastico di Filadelfia.

## Storia
Il consiglio di amministrazione è stato istituito originariamente nello statuto del distretto nel 1818. Nel 2001 il governatore della Pennsylvania Mark Schweiker ha preso il controllo delle scuole e ha istituito la Commissione per la riforma scolastica. Il governatore Tom Wolf ha rinunciato al controllo del distretto per ricreare un Consiglio d'istruzione gestito dalla città.
Il Consiglio è nominato per un mandato di 4 anni dal Sindaco di Filadelfia e confermato dal Consiglio comunale di Filadelfia. L'attuale Consiglio è stato nominato da Cherelle Parker nel 2024.

## Membri del consiglio
Il Consiglio è attualmente composto da 9 membri, tra cui un presidente e un vicepresidente.
| Name                       | Title                        | Since |
| -------------------------- | ---------------------------- | ----- |
| Reginald L. Streater, Esq. | Presidente de Consiglio      | 2021  |
| Wanda Novalés              | Vice Presidente de Consiglio | 2024  |
| Sarah Ashley-Andrews       | Membro del consiglio         | 2022  |
| Crystal Cubbage            | Membro del consiglio         | 2024  |
| Cheryl Harper              | Membro del consiglio         | 2024  |
| Whitney Jones              | Membro del consiglio         | 2024  |
| ChauWing Lam               | Membro del consiglio         | 2024  |
| Joan N. Stern              | Membro del consiglio         | 2024  |
| Joyce Wilkerson            | Membro del consiglio         | 2018  |

## Student Board Members
Il Consiglio nomina ogni anno 3 rappresentanti degli studenti per rappresentare i 198.000 studenti del distretto.
| Name           | Title                                    | School                   | Since |
| -------------- | ---------------------------------------- | ------------------------ | ----- |
| Jake Benny     | Rappresentante del consiglio studentesco | Central High School      | 2024  |
| Kenzy Ahmed    | Rappresentante del consiglio studentesco | Northeast High School    | 2024  |
| Charles Rinker | Rappresentante del consiglio studentesco | Franklin Learning Center | 2024  |